# Leopoldo Vallejos
Leopoldo Manuel Vallejos Bravo (ur. 16 lipca 1944 w Santiago) – piłkarz chilijski grający podczas kariery na pozycji bramkarza.

## Kariera klubowa
Karierę piłkarską Leopoldo Vallejos rozpoczął w klubie Universidad Católica w 1964. Z Universidad Católica zdobył mistrzostwo Chile w 1966. W latach 1971–1975 był zawodnikiem Uniónu Española. Z Uniónem Española dwukrotnie zdobył mistrzostwo Chile w 1973 i 1977 oraz dotarł do finału Copa Libertadores 1975, gdzie Unión Española uległ argentyńskiemu Independiente Avellaneda.
W latach 1976–1977 występował w Evertonie Viña del Mar. Z Evertonem zdobył mistrzostwo Chile w 1976 Rok 1978 spędził w CD O’Higgins, po czym na 3 lata powrócił do Evertonu. W 1982 występował Audax Italiano, z którego odszedł do San Marcos Arica. Piłkarską karierę zakończył w macierzystym Universidad Católica w 1987 w wieku 43 lat.

## Kariera reprezentacyjna
W reprezentacji Chile Vallejos zadebiutował 18 sierpnia 1968 w wygranym 2-1 towarzyskim spotkaniu z Peru.
W 1974 roku został powołany przez selekcjonera Luisa Álamosa do kadry na Mistrzostwa Świata w RFN. Na Mundialu Vallejos wystąpił we wszystkich trzech meczach z RFN, NRD i Australią. W 1975 wziął udział w Copa América. W tym turnieju Vallejos wystąpił w dwóch meczach: w grupie z Peru i Chile.
Ostatni raz w reprezentacji Vallejos wystąpił 26 marca 1977 w przegranym 0-2 meczu eliminacji Mistrzostw Świata z Urugwajem. Od 1968 do 1977 roku rozegrał w kadrze narodowej 20 spotkań.